# La Belle Zélie
La Belle Zélie (dit aussi Madame Aymon) est un portrait peint en 1806 par Jean-Auguste-Dominique Ingres.
Le tableau fait partie des collections du musée des beaux-arts de Rouen. L'identification du modèle est incertaine, le nom de madame Aymon donné par la tradition historique ne figure pas dans les différentes listes dressées par Ingres de ses œuvres. Le portrait a été surnommé la Belle Zélie lors de son entrée au musée de Rouen, en allusion à une chanson populaire. Contemporain du portrait de Napoléon Ier sur le trône impérial, et de ceux de la famille Rivière, il se caractérise par un style épuré et  simple qui met en évidence les détails des boucles de cheveux et du châle. Il est à rapprocher du portrait de la baronne de Pierlot de François Gérard par la composition de profil et le détail des boucles de cheveux, ainsi que du buste de Juliette Récamier de Joseph Chinard.